# Паречин, Денис Григорьевич
Денис Григорьевич Паречин (17 ноября 1979, Минск) — белорусский футболист, вратарь, тренер.

## Биография
Воспитанник минской СДЮШОР № 5, в первое время играл в поле, но в 10-летнем возрасте из-за высокого роста переведён в ворота. Взрослую карьеру начал в 1997 году в дубле минской «Атаки», игравшем во второй лиге. Затем играл во второй и первой лигах за «Рогачёв» и младшие команды борисовского БАТЭ, также играл за дубль БАТЭ в первенстве дублёров.
В 2002 году перешёл в «Нафтан» и в том же году стал серебряным призёром первой лиги. В 2003 году в составе новополоцкого клуба сыграл свои первые матчи в высшей лиге Беларуси. После трёх лет в «Нафтане» провёл один сезон в «Полоцке» во второй лиге. В 2006 году перешёл в «Минск», где провёл два года и стал победителем первой лиги 2006 года, но не был основным вратарём клуба. В 2008 году перешёл в «Гранит» (Микашевичи), провёл в клубе полтора года в высшей лиге. В ходе сезона 2009 года перешёл в «Торпедо-БелАЗ» (Жодино), провёл в клубе три с половиной года, но не был стабильным игроком основы. Финалист Кубка Беларуси 2009/10 (в финальном матче остался в запасе).
В конце карьеры играл во второй и первой лигах за клубы «Звезда-БГУ» (Минск) и «Берёза-2010».
Всего в высшей лиге Беларуси сыграл 75 матчей.
Увлекается рыбалкой и путешествиями. Женат, есть дочь.

## Тренерская карьера
В 2013 году входил в тренерский штаб клуба «Звезда-БГУ». В 2014—2018 годах работал с детско-юношескими командами минского «Динамо», а также с дублем. В июне 2019 года стал тренером вратарей основной команды «Динамо» в штабе Сергея Гуренко. Оставался на должности да апреля 2020 года до увольнения Гуренко, позднее вновь стал работать в юношеских командах динамовцев. Покинул клуб в декабре.
Одновременно с работой в клубе, в 2019 году стал ассистентом Сергея Яромко в молодёжной сборной. Работал в сборной до 2020 года.
В июле 2021 года вошёл в тренерский штаб солигорского «Шахтёра» во главе с Сергеем Гуренко в качестве тренера вратарей, однако вскоре покинул клуб. в октябре стал тренером вратарей в клубе «Сталь» из четвёртого дивизиона Польши.

## Достижения
- Финалист Кубка Беларуси: 2009/10
- Победитель первой лиги Беларуси: 2006
- Серебряный призёр первой лиги Беларуси: 2002